# Martin Vyskoč
Martin Vyskoč (10 de junho de 1977) é um futebolista profissional eslovaco que atua como meia.

## Carreira
Martin Vyskoč representou a Seleção Eslovaca de Futebol, nas Olimpíadas de 2000. 